# Mar Chiquita
Mar Chiquita er en argentinsk saltsø, og den største sø i landet. Den får sit vand fra floderne Dulce-, Primero- og Segundero River